# Faune d'Iran

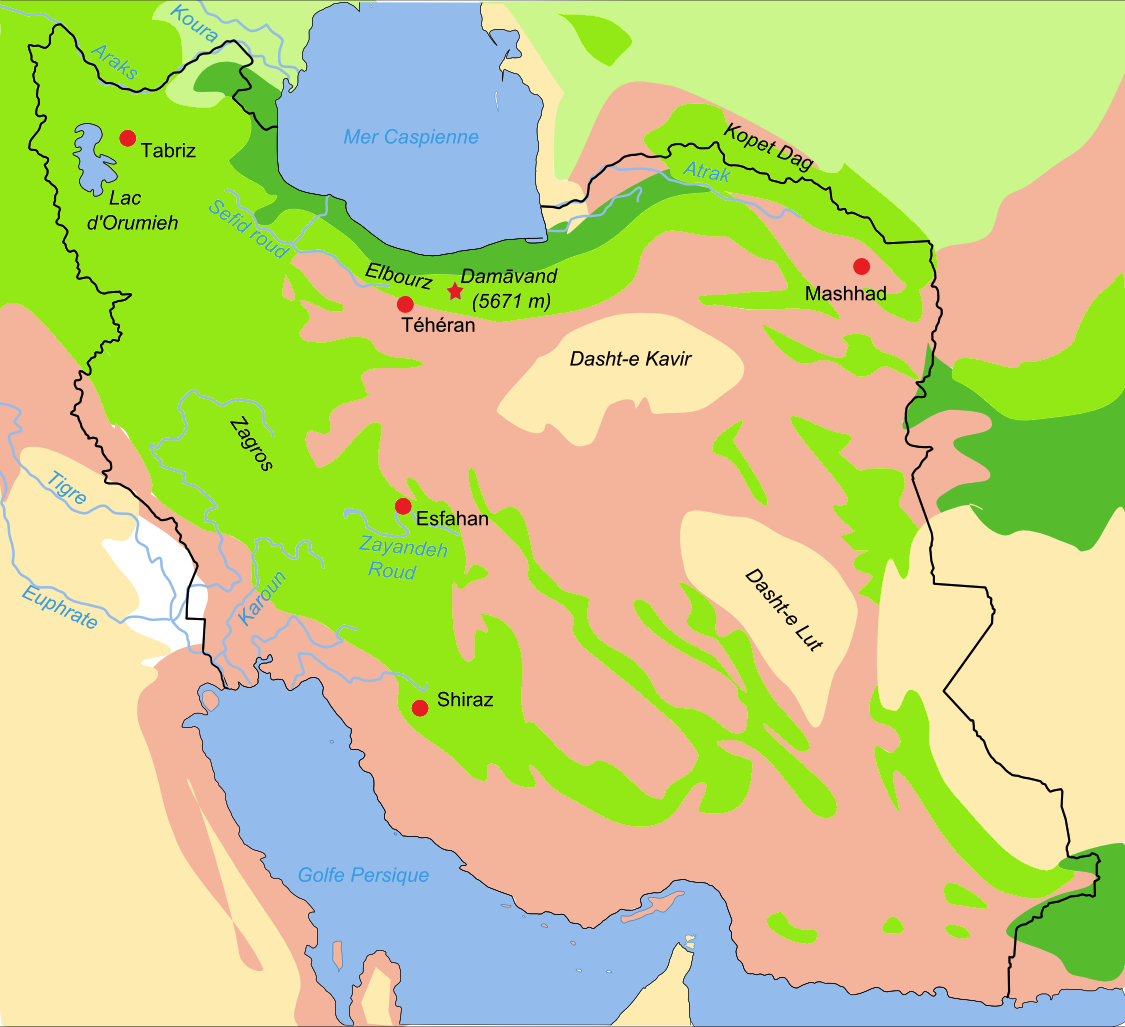
Biotopes d'Iran :
Steppes arborées
Forêts et zones arborées
Zones semi désertiques
Plaines désertiques
Steppes
Marais saumâtres alluviaux

Étant donné la grande taille du pays et les variétés climatiques dues à des facteurs divers : les différences d'altitude, le niveau des précipitations et de l'évaporation, les types de sols etc., le territoire de l'Iran possède une grande quantité de biomes et de biotopes, ce qui revient à dire une importante variété dans la flore et la faune autochtone. 

## Climat et topographie
L'Iran se situe entre les masses d'air anticycloniques de l'Asie centrale et de la Sibérie au nord, le régime des vents méditerranéen au centre (vents d'ouest et dépression amenant la pluie et la neige) et des influences, tropicales et subtropicales au sud et au sud-est du pays. Il existe donc différents types de climat en Iran, depuis les basses-terres subtropicales humides sur la côte sud de la mer Caspienne jusqu'aux déserts chauds et secs (Dasht-e Kavir et Dasht-e Lut).
Les chaînes montagneuses de l'Alborz (Elbourz), des Zagros et le nord-ouest de l'Iran sont caractérisées par des surplus de précipitations ; ils sont donc humides pour une partie de l'année, voire toute l'année. Le reste du pays est caractérisé par des déficits : le manque de précipitations, des vents forts ou permanents et des températures élevées sont la cause d'une aridité extrême.
Le climat et la végétation dépendent de la topographie, et plus particulièrement du relief. L'Elbourz et les Zagros sont probablement parmi les exemples les plus frappants de l'influence de la topographie sur les habitats naturels de la flore et de la faune.
Harry Bobek, en 1952, a proposé une classification verticale de la végétation en utilisant les termes persans : 
- sarhadd, pour les régions élevées subtropicales avec des hivers très froids et des étés frais ;
- sardsir, pour les régions moyennement élevées avec des hivers froids et des étés chauds ;
- les hautes terres subtropicales, qui possèdent trois sous-types (hivers froids, étés chauds et fortes gelées ; hivers doux, étés chauds et courte période de gelée ; hivers doux, étés chauds et gelées rares) ;
- garmsir, pour les terres basses aux hivers et étés chauds, sans gelées et sans neiges.

Les éléments climatiques, topographiques et la végétation sont des éléments qui déterminent la répartition des espèces animales.

## Déserts et zones semi-désertiques
L'environnement désertique est situé dans le bassin central de l'Iran, englobant le Dasht-e Kavir, le Dasht-e Lut et le bassin du Jaz Murian dans la région du Balouchestan au sud-est du pays. On trouve aussi des régions semi-désertiques au sud du pays le long du golfe Persique.

### Mammifères
Les déserts sont le domaine de nombreux félins tels que le Guépard asiatique (Acinonyx jubatus venaticus), ou guépard d'Iran, dont il ne resterait plus que 50 à 60 individus, principalement dans les étendues désertes aux alentours du Dasht-e-Kavir. 
Ses proies principales sont l'onagre du désert (Equus hemionus onager), la gazelle indienne (Gazella bennetti), la gazelle à goitre (Gazella subgutturosa), l'urial (Ovis vignei) et les bezoars ibex (Capra aegagrus aegagrus). La raréfaction de toutes ces espèces explique pourquoi ce guépard est actuellement menacé d'extinction.

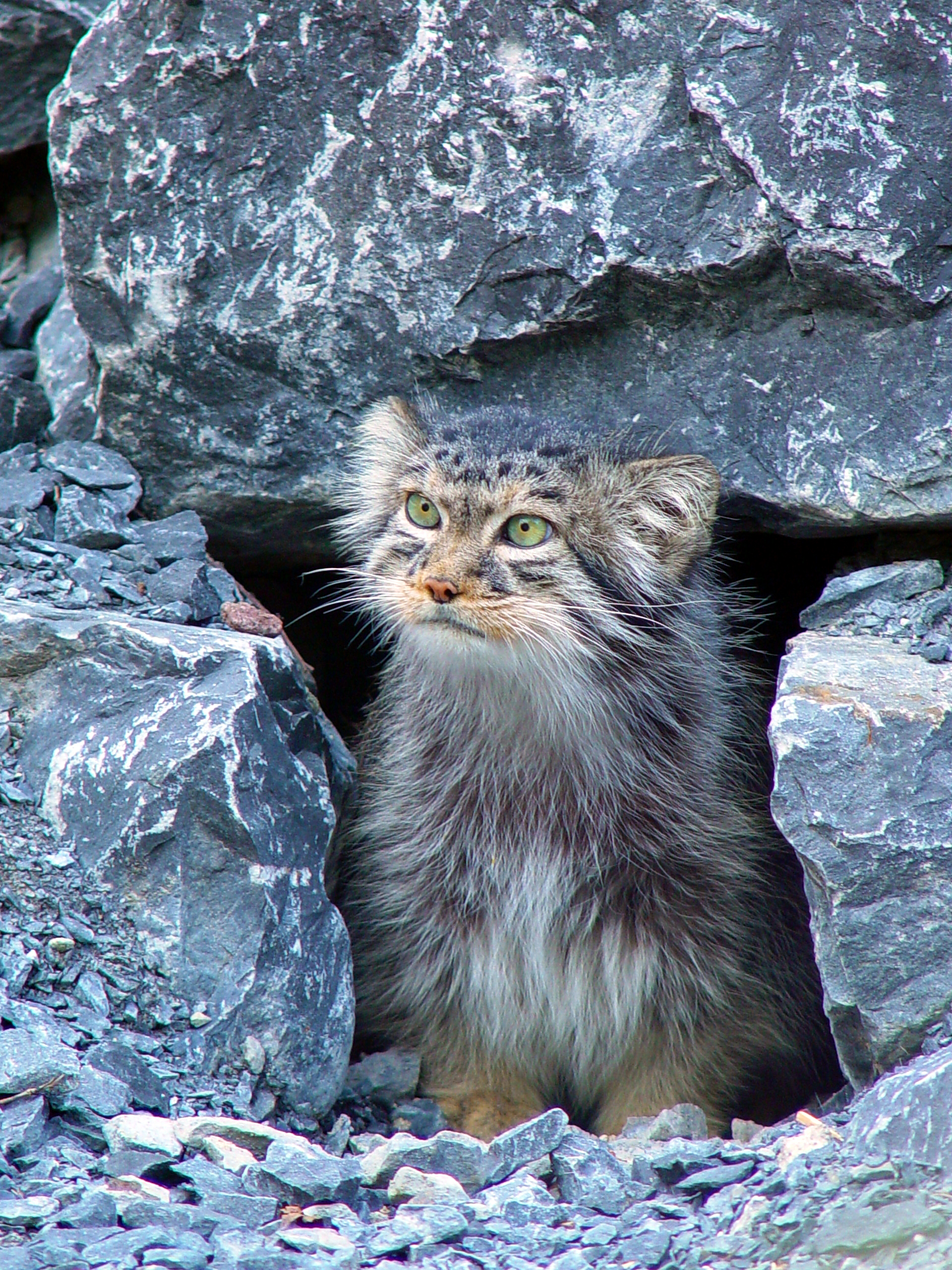
Chat de Pallas.

Autres félins, le Caracal (Caracal caracal), le Chat des sables (Felis margarita thinobia), Le Chat de Pallas (Otocolobus manul), le Lynx d'Eurasie (Lynx lynx orientalis), ou lynx du Caucase et le Léopard (Panthera pardus saxicolor), ou léopard de Perse peuvent se rencontrer dans cette zone. Le Lion asiatique (Panthera leo persica) est considéré comme disparu en Iran depuis 1942.

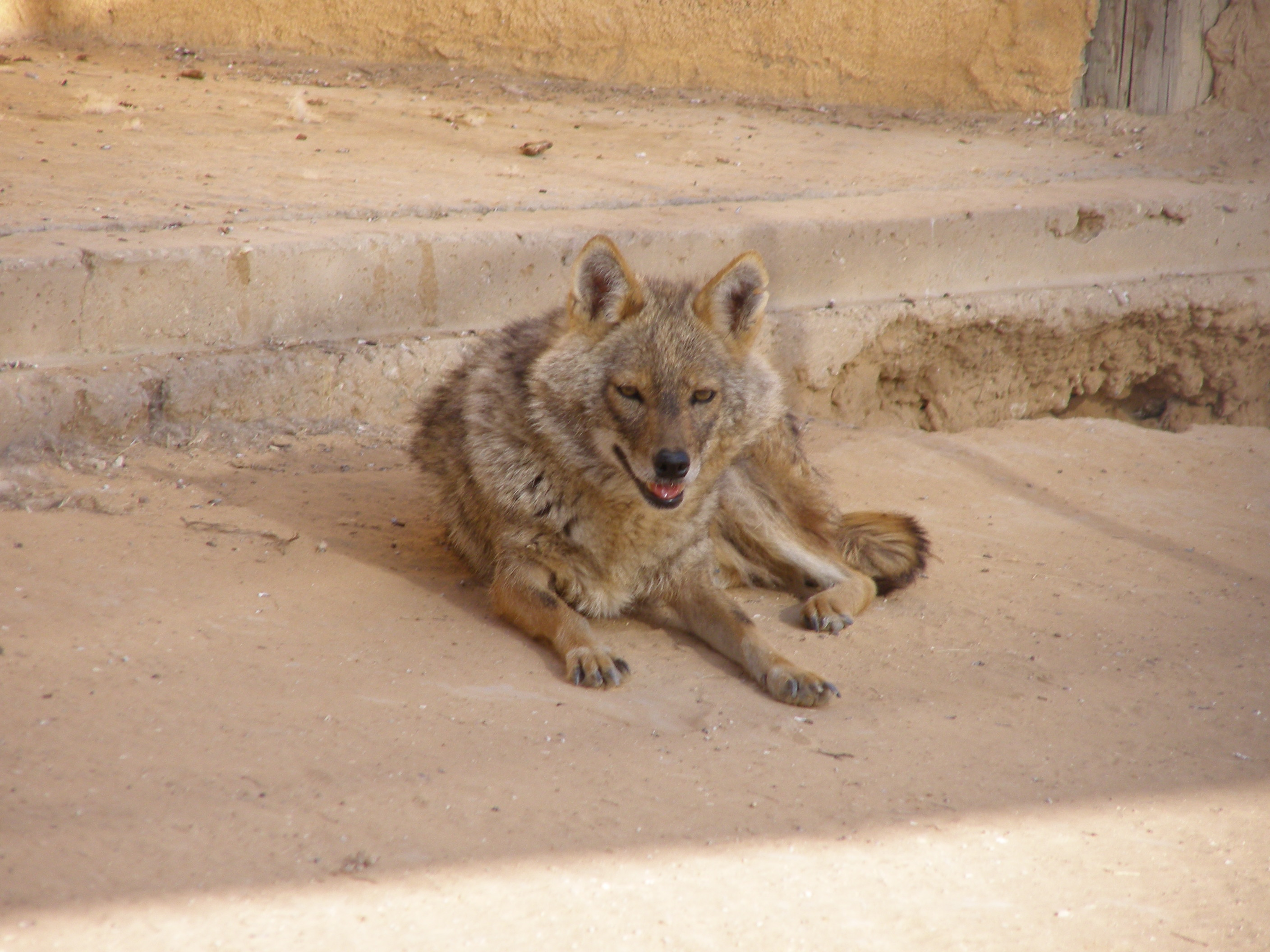
Chacal doré.

D'autres prédateurs vivent dans cette zone, comme le Chacal doré (Canis aureus) et la Hyène rayée (Hyaena hyaena).

### Oiseaux
l'Outarde houbara d'Asie (Chlamydotis maqueenii), récemment reconnue comme espèce distincte de l'Outarde houbara d'Afrique, niche dans les zones sableuses très arides. Dans cette zone vivent aussi le Traquet à capuchon (Oenanthe monacha) et le Traquet du désert (Oenanthe deserti), l'Ammomane élégante (Ammomanes cincturus), le Sirli du désert (Alaemon alaudipes), la Fauvette naine (Sylvia nana) et le Roselin githagine (Rhodopechys githagineus),.

### Reptiles

#### Geckos

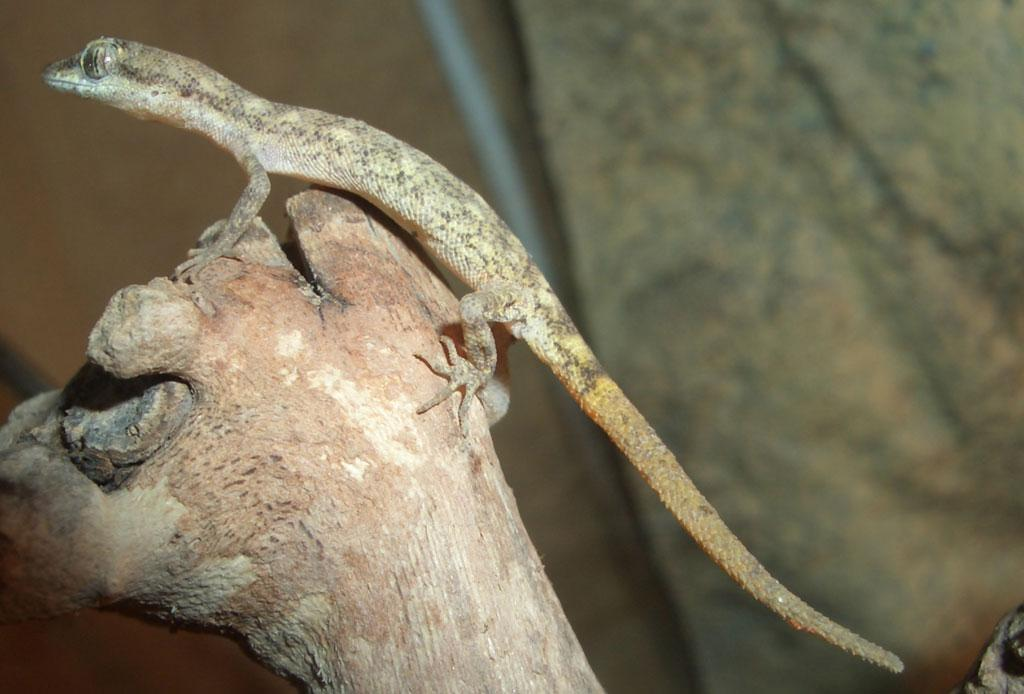
Tropiocolotes steudneri.

Parmi les reptiles d'Iran, on rencontre de nombreuses espèces de geckos. Ceux-ci vivent quasi exclusivement dans les zones arides voire désertiques de ce pays, comme le désert de Chagai (Agamura femoralis) ou encore près des monts Zagros (Eublepharis angramainyu). Certaines espèces vivent toutefois en altitude — jusqu'à près de 2 000 mètres d'altitude — et rencontrent donc selon les saisons des conditions externes très froides.
On trouve deux grands « types » de geckos dans ce pays : des geckos du genre Eublepharis, d'aspect plutôt trapu, avec une queue épaisse et des couleurs souvent contrastées et variées, et des geckos d'aspect plus svelte, avec un corps et une queue plus fins, et des couleurs discrètes, dans les tons sable, brun ou beige (par exemple les genres Tropiocolotes ou encore Cyrtopodion). Tous ont des tailles modérées pour des reptiles, entre 7 ou 8 centimètres pour les plus petites espèces jusqu'à près de 15 centimètres pour les plus grandes.
Ce sont toutes des espèces nocturnes, qui ne s'exposent pas à la pleine chaleur des journées, même si certaines espèces comme Hemidactylus turcicus s'y exposent parfois le matin et le soir. Ces animaux sont également tous terrestres, et la plupart sont adaptés à la marche sur le sable, avec des pattes à larges doigts, présentant même parfois un palmage pour un meilleur appui.
Ce sont exclusivement des insectivores, qui chassent les insectes et autres arthropodes de taille adaptée durant la nuit.
Ils passent leur journée dans des terriers, sous des rochers ou dans les fissures, à l'abri de la pleine chaleur et de la très faible hygrométrie extérieure. Ils sont tous ovipares, et les femelles déposent leurs œufs dans des cachettes humides (par rapport au climat) et protégées de la chaleur

## Steppe semi-aride
La plupart du territoire de l'Iran est constitué de steppes semi-arides à Armoise herbe blanche (Artemisia herba-alba), entourant les vastes régions désertiques au centre de l'Iran. Ces zones de steppes forment une jonction avec les piémonts des zones montagneuses situées en périphérie du pays.

### Oiseaux

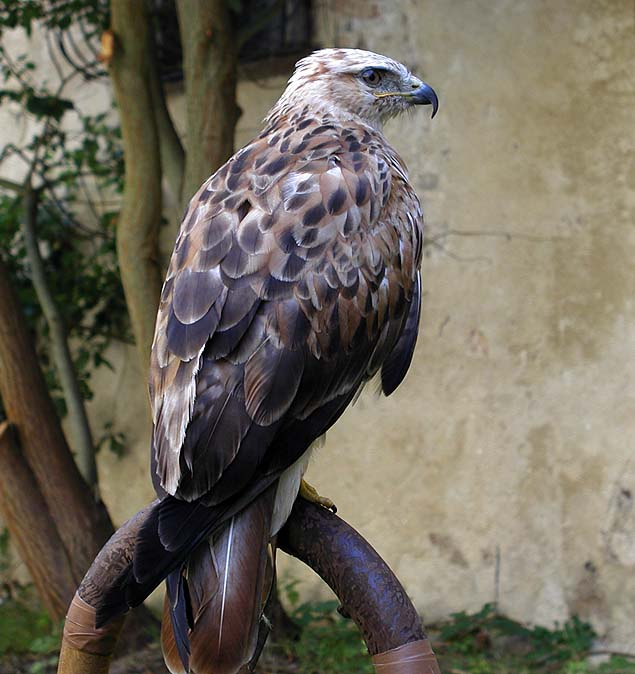
Buse féroce.

On peut trouver dans les steppes plusieurs espèces de rapaces, dont la Buse féroce (Buteo rufinus), le Faucon crécerelle (Falco tinnunculus). 

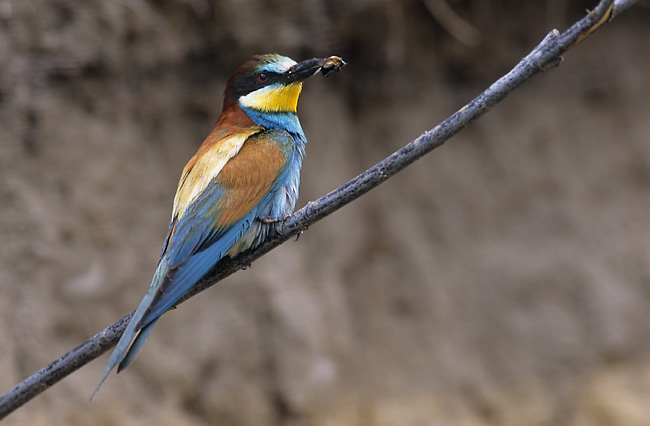
Guépier d'Europe.

Les autres espèces caractéristiques de cette zone sont le Ganga unibande (Pterocles orientalis arenarius), le Rollier d'Europe (Coracias garrulus), le Guépier d'Europe (Merops apiaster), plusieurs espèces d'Alaudidae (entre autres le Cochevis huppé, Galerida cristata), le Traquet isabelle (Oenanthe isabellina) et le Bruant mélanocéphale (Emberiza melanocephala).

## Hautes montagnes
L'Iran possède plusieurs régions très montagneuses, comme la chaîne des Zagros à l'ouest et de l'Elbourz au nord. De même, les chaînes montagneuses situées dans l'Azerbaïdjan iranien, au Khorassan, dans les provinces de Kerman et du Sistan-o-Balouchestan possèdent une faune et une flore typiques des régions de haute montagne entre l'Europe de l'Ouest et l'Himalaya.

### Mammifères
Les chêneraies du Zagros sont le fief de l'écureuil de Perse (Sciurus anomalus), long de plus de 20 cm (près de 40 cm queue comprise). 
Les régions boisées sont aussi le dernier refuge du très rare daim de Perse (Dama mesopotamica).

### Oiseaux

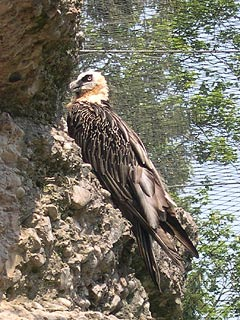
Gypaète barbu.

Des rapaces de grande taille vivent dans les montagnes, comme l'Aigle royal (Aquila chrysaetos) ou le Gypaète barbu (Gypaetus barbatus). 

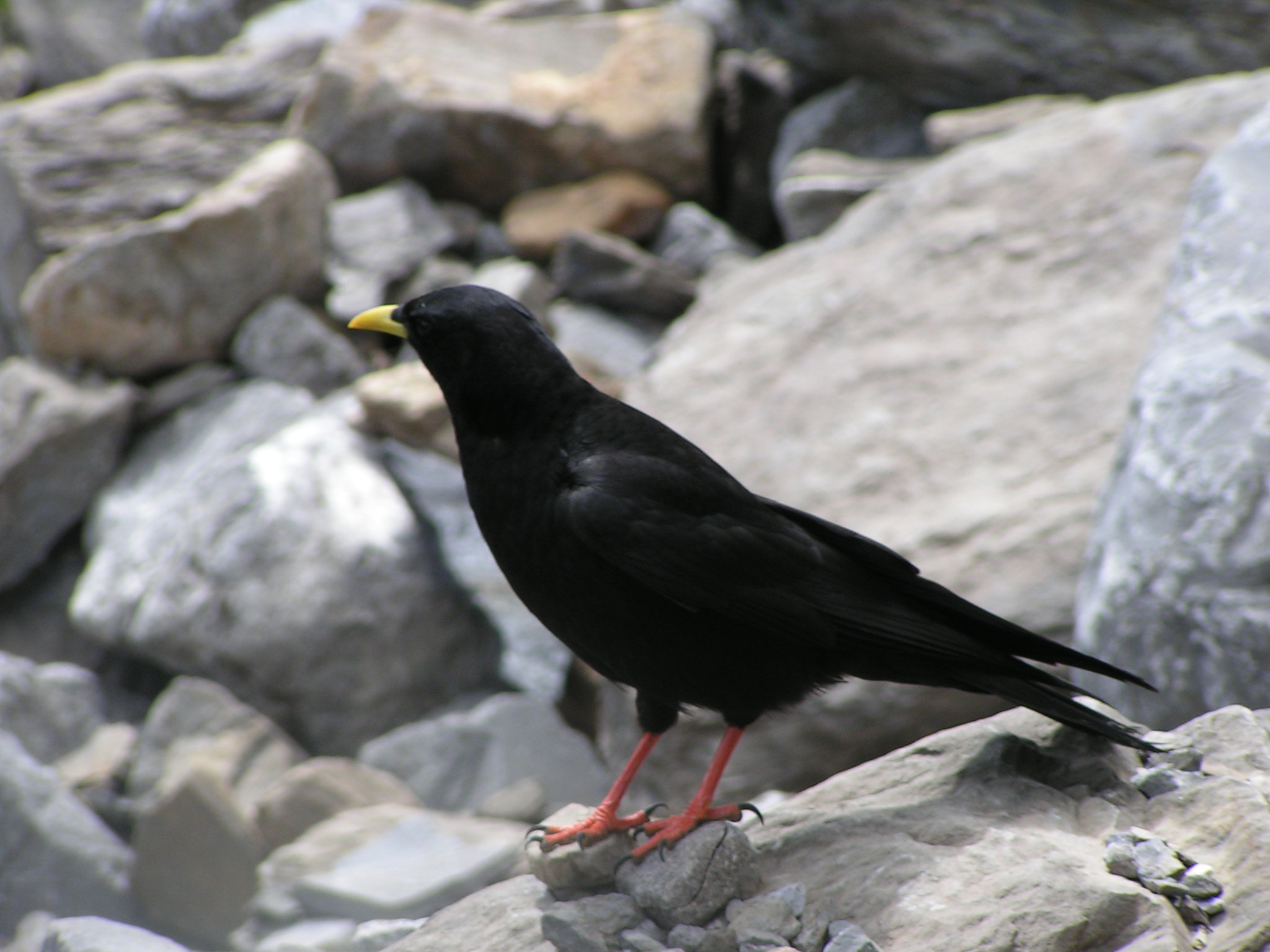
Chocard à bec jaune.

On peut aussi trouver le Martinet à ventre blanc (Tachymarptis melba), l'Hirondelle de rochers  (Hirundo rupestris), l'Alouette hausse-col (Eremophila alpestris), le Chocard à bec jaune (Pyrrhocorax graculus), l'Accenteur alpin (Prunella collaris), le Monticole de roche ou Merle de roche (Monticola saxatilis), le Rouge-queue noir (Phoenicurus ochruros), le Tichodrome échelette (Tichodroma muraria) et la Niverolle alpine (Montifringilla nivalis). Le Tétraogalle de Perse (Tetraogallus caspius), oiseau endémique des hautes montagnes de Turquie et d'Iran, est localement commun sur les sommets du Zagros et de l'Alborz.

## Forêts
Les territoires couverts de forêts en Iran ont une extension assez limitée. On peut distinguer deux types de forêts : on rencontre une forêt humide entre les plaines côtières de la mer Caspienne et la chaîne de l'Elbourz, ainsi qu'une forêt plus sèche et plus ouverte sur le versant ouest des monts Zagros. D'autres forêts relativement sèches sont situées sur les hautes terres du Kerman et au nord du Balouchestan.

### Mammifères
- Sanglier
- Ours
- Cerf
- Bouquetins
- Tigre de la Caspienne
- Chaus (Felis chaus chaus)

### Oiseaux

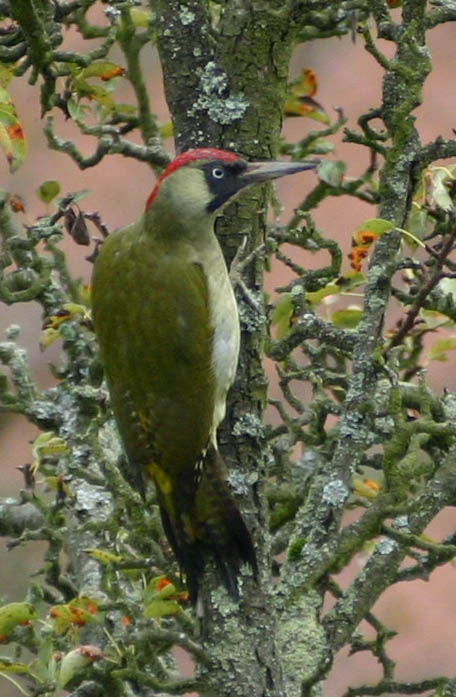
Pic vert.

Les espèces forestières d'Iran sont très proches de celles des forêts d'Europe centrale. Outre plusieurs espèces du genre Turdus (merles et grives), les espèces les plus communes sont le Pigeon ramier (Columba palumbus) , le Pic vert (Picus viridis), le Pic épeiche (Dendrocopos major), le Pipit des arbres (Anthus trivialis), le Pie-grièche écorcheur (Lanius collurio), le Geai des chênes (Garrulus glandarius), le Troglodyte mignon (Nannus troglodytes), l'Accenteur mouchet (Prunella modularis), la Fauvette à tête noire (Sylvia atricapilla), l'Hypolaïs ictérine (Hippolais icterina), le Rouge-gorge européen (Erithacus rubecula), le Rossignol philomèle (Luscinia megarhynchos), différentes espèces de mésanges et le Pinson des arbres (Fringilla coelebs caucassica).

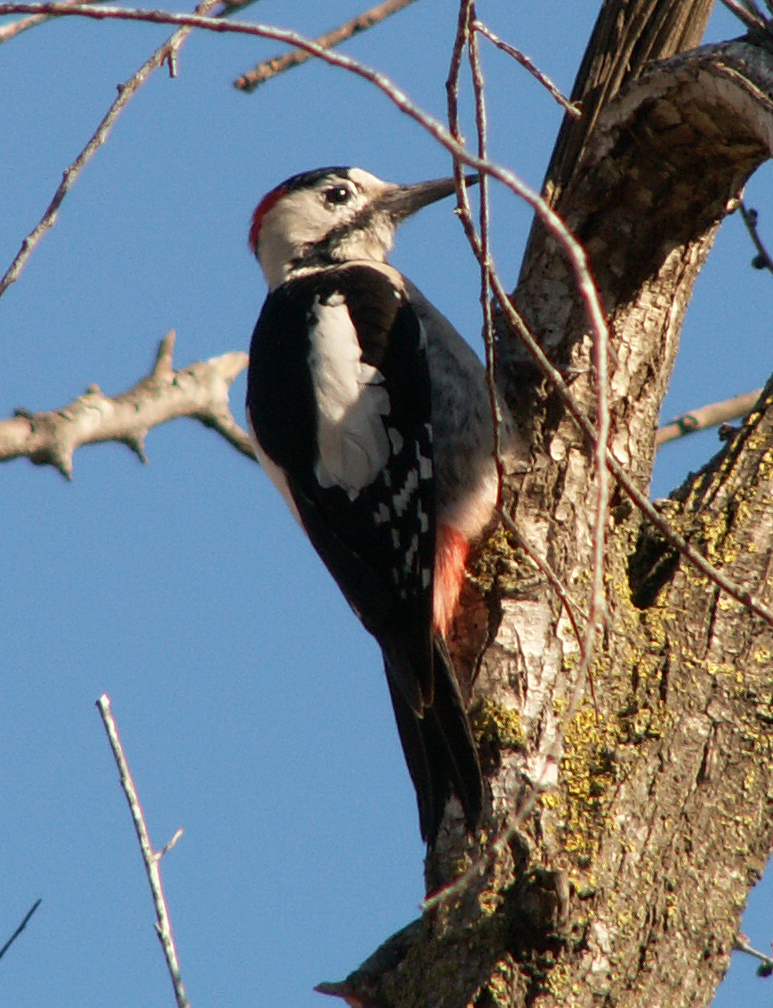
Pic syriaque.

Les chêneraies plus sèches et moins denses de l'ouest du Zagros présentent quelques caractéristiques méditerranéennes. On peut donc y rencontrer des espèces comme le Pic syriaque (Dendrocopos syriacus), la Pie-grièche masquée (Lanius nubicus), le Traquet oreillard (Oenanthe hispanica) et le Bruant cendré (Emberiza cineracea).

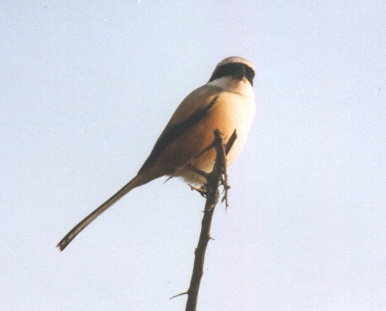
Pie-grièche à bandeau.

Dans les zones boisées encore plus sèches de l'est du Zagros, du plateau de Kerman et les montagnes isolées du nord du Balouchistan, on ne trouve plus que quelques espèces d'Europe de l'Ouest, vivant là à l'extrême limite de leur aire de répartition, comme le merle noir (Turdus merula). La faune aviaire caractéristique est un mélange d'espèces du Moyen-Orient, comme l'Iranie à gorge blanche (Irania gutturalis) ou le Pouillot modeste (Phylloscopus neglectus), d'espèces d'Europe de l'Est comme la Pie-grièche isabelle (Lanius isabellinus) ou la Fauvette de Hume (Sylvia althaea), d'espèces indo-malaisiennes comme la Pie-grièche à bandeau (Lanius vittatus). Enfin, dans les montagnes isolées du Nord, où il existe encore des bosquets de Genévriers, on trouve des espèces comme le Serin à front d'or (Serinus pusillus) et, au Nord-Est, le Gros-bec à ailes blanches (Mycerobas carnipes).

## Zones marécageuses

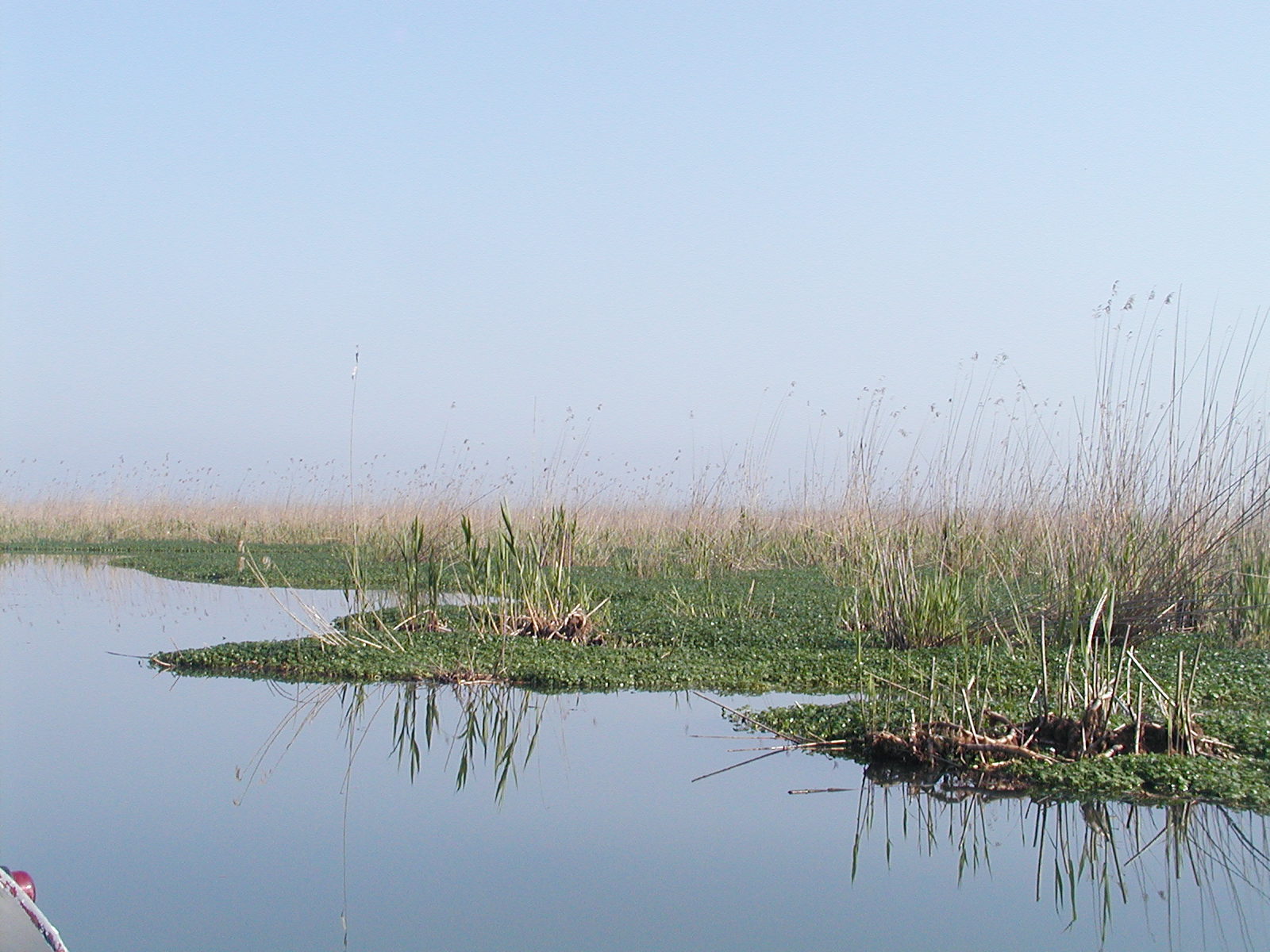
Lagon Anzali (Mordab-e Anzali), à proximité de Bandar-e Anzali dans le Gilan.

L'Iran possède plusieurs zones marécageuses. L'une d'elles se trouve au nord, le long de la côte de la mer Caspienne. Elle est composée de lacs d'eau douce et de lagons dans la région du Gilan et dans la région de Gorgan et des steppes turkmènes. 
Une autre zone marécageuse est située aux alentours du lac d'Orumieh, qui est un lac salé situé dans la province de l'Azerbaïdjan occidental. D'autres régions marécageuses existent autour de différents lacs salins au Sistan, à la frontière avec l'Afghanistan et au niveau du delta de Helmand.
Enfin, la troisième zone marécageuse d'importance se trouve au sud du pays, dans la région du Khuzestan. Elle est formée de plaines inondées par les rivières Karoun et Karkheh.
Ces zones marécageuses accueillent de nombreuses espèces d'oiseaux. 
La mer Caspienne, quant à elle, accueille des esturgeons et des harengs.

## Basses-terres du sud
Les basses-terres situées au sud du pays, le long du golfe Persique et de la mer d'Arabie (région du Makran) jouissent d'un climat chaud et humide tout au long de l'année. En conséquence, elles accueillent une faune et une flore très différente du reste de l'Iran.

## Région du golfe Persique
L'habitat côtier du golfe Persique ainsi que les îles iraniennes situées dans le golfe accueillent des zones des mangroves, de plages de sable et de falaises rocheuses en bord de mer qui fournissent un habitat privilégié pour de nombreuses espèces d'oiseaux. 
On y trouve notamment des Flamants roses et des pélicans.
On a rapporté la présence de la Gazelle (Gazella gazella dareshurii) sur l'île Forur du Golfe Persique.